# Lomas de Zamora
Lomas de Zamora  é uma cidade e um município localizado na província de Buenos Aires, situado na zona sul da Grande Buenos Aires. Faz fronteira com as cidades de Buenos Aires e de Avellaneda. Em 2010 contava com 613.192 habitantes e mais de 200mil habitações.
A cidade está divida em dez municípios:
- Lomas de Zamora Centro
- Banfield
- Llavallol
- Temperley
- Turdera
- Villa Centenario
- Villa Fiorito, onde cresceu Diego Maradona.
- Ingeniero Budge
- Villa Albertina
- Metade do município de San José
- Mais a reserva florestal de Santa Catalina.

Localização de Lomas de Zamora na Grande Buenos Aires